# Xyris rehmannii
Xyris rehmannii är en gräsväxtart som beskrevs av L.A.Nilsson. Xyris rehmannii ingår i släktet Xyris och familjen Xyridaceae. Inga underarter finns listade i Catalogue of Life.